# Distretto di Dashu
Il distretto di Dashu (大樹區S, Dàshù QūP) è un distretto della municipalità di Kaohsiung, situata a Taiwan.